# Prehistoria ziem polskich
Jeśli za prehistorię Polski uważa się okres od pojawienia się człowieka na obszarze obecnego państwa polskiego, to zaczęła się ona ok. pół miliona lat temu.
Prehistorię i protohistorię ziem polskich bada i dokumentuje m.in. Państwowe Muzeum Archeologiczne w Warszawie (1928).

## Periodyzacja

### Kryteria periodyzacji
Periodyzację pradziejów ziem polskich dokonano w oparciu o:
- kryterium surowcowe – zaproponowane przez Christiana Jürgensena Thomsena, w oparciu o nie wyróżnia się trzy epoki: kamienia, brązu i żelaza,
- kryterium zdobywania pożywienia w oparciu o nie wyróżnia się okres gospodarki przyswajającej (zbieracko–łowiecko–rybackiej) i gospodarki wytwórczej (rolniczo–hodowlanej),
- dodatkowe kryterium surowcowe (np. pojawienie się ceramiki, miedzi jako materiału),
- kryterium związane ze zmianami środowiska naturalnego (koniec epoki lodowej),
- kryterium biorące za podstawę ważne wydarzenia znane z historii pisanej (dotyczy tylko okresów protohistorycznych),
- kryterium oparte na ewolucji biologicznej człowieka – na nim częściowo oparty jest podział paleolitu[3].

### Chronologia
Periodyzacja pradziejów ziem polskich przedstawia się następująco:
- Epoka kamienia
  - okres starszy (paleolit) – od ok. 500–400 tys. lat temu (pojawienie się człowieka wytwarzającego narzędzia) do 10 tys. lat temu (koniec epoki lodowej, początek holocenu)
    - paleolit dolny – od pojawienia się Homo erectus i późniejszym rozwojem Homo heidelbergensis
    - paleolit środkowy – rozpoczyna się od pojawienia Neandertalczyka (początek trudny do ustalenia),
    - paleolit górny – od ok. 40 tys. lat temu, rozpoczyna się z pojawieniem Homo sapiens w postaci Kromaniończyka - Człowieka rozumnego kopanego Homo sapiens fossilis
    - paleolit schyłkowy – od ok. 15 tys. lat temu, związany ze zjawiskiem ponownego wkroczenia osadnictwa zajmującego uwalniane od lądolodu strefy Niżu Środkowoeuropejskiego, przez człowieka rozumnego współczesnego (Homo sapiens sapiens),

  - okres środkowy (mezolit) – od ok. 10 tys. lat temu do ok. 4000–3500 p.n.e.; już od ok. 5400 p.n.e. ta formacja gospodarczo–społeczna współegzystowała z neolityczną,
  - okres młodszy (neolit) – od ok. 5400 do 1800 p.n.e., od pojawienia się pierwszych rolników
    - wczesny
    - środkowy
    - późny (eneolit) – od ok. 3700–1800 p.n.e., związany z pojawieniem się wyrobów miedzianych
- Epoka brązu – od ok. 1800 do ok. 650 p.n.e.
  - okres wczesny (I) 1800–1400 p.n.e.
  - okres starszy (II) 1400–1200 p.n.e.
  - okres środkowy (III) 1200–1000 p.n.e.
  - okres młodszy (IV) 1000–800 p.n.e.
  - okres późny (V) 800–650 p.n.e.
- Epoka żelaza – od połowy VII w. p.n.e.
  - okres halsztacki – od połowy VII w. p.n.e. do 400 p.n.e.
  - okres lateński albo przedrzymski – od ok. V w. p.n.e. do początku I w. n.e.
  - okres rzymski (wpływów rzymskich) – od I w. n.e. do ok. 375 roku (schyłek Cesarstwa Rzymskiego)
  - okres wędrówek ludów – od końca IV w. (najazd Hunów) do końca VII w. (stabilizacja osadnictwa słowiańskiego we wczesnym średniowieczu)[4].

## Paleolit

### Paleolit dolny
Pierwsze na ziemiach polskich ślady wczesnego człowieka (gatunek Homo erectus) odkryto na Śląsku w Kończycach Wielkich w powiecie cieszyńskim, w województwie śląskim (sprzed ok. 800 tys. lat), w okolicy Prudnika (prawdopodobnie wędrowcy z sąsiednich Moraw), w Rozumicach w województwie opolskim, na Dolnym Śląsku w okolicy Trzebnicy oraz w Rusku koło Strzegomia. Homo erectus przywędrował z Afryki do południowo–zachodniej Europy już 1,2 miliona lat temu, a najwcześniejsze znaleziska w środkowej Europie (m.in. na Ukrainie zakarpackiej) datowane są począwszy od ok. 800 tys. lat temu. Narzędzia kamienne z Trzebnicy (choppery i należące do tradycji mikrolitycznej) pochodzą przypuszczalnie sprzed ok. 500 tys. lat z okresu interstadiału ferdynandowskiego, z kolei te z Ruska – sprzed ok. 440–370 tys. lat z czasów interglacjału mazowieckiego, jako że zasiedlenie ziem polskich przez Homo erectus uzależnione było od periodycznych ociepleń. Znalezione na lokacji w Trzebnicy kości ssaków kopytnych i ości ryb świadczą o mięsożerności tego gatunku człowieka. Narzędzia krzemienne z jaskini Tunel Wielki na Jurze Krakowsko–Częstochowskiej choć datowane są na ok. 500 tys. lat temu to wiązane są z gatunkiem Homo heidelbergensis.
W okresie rozwoju Homo erectus na terenie Europy można wyróżnić dwa obszary – część zachodnią i południową, gdzie dominowały pięściaki aszelskie oraz część środkową i wschodnią, gdzie powstawały narzędzia odłupkowe. Ziemie dzisiejszej Polski należą do tej ostatniej strefy.

### Paleolit środkowy
Człowiek neandertalski powstał na gruncie europejskim z form przejściowych, tzw. preneandertalskich (Homo antecessor i Homo heidelbergensis są wymieniane w tym kontekście), wywodzących się z Homo erectus. Proces ten miał miejsce w okresie od ok. 650 tys. do 250 tys. lat temu lub później.
Jeszcze do niedawna nie znaleziono żadnych neandertalskich szczątków kostnych z terenów dzisiejszej Polski. Aktualnie są to 3 zęby z Jaskini Stajnia oraz dwa paliczki i ząb odkryte w Jaskini Ciemnej. Paliczki z Jaskini Ciemnej są najstarszymi znanymi ludzkimi szczątkami na ziemiach polskich. Datowane są na ok. 115 tys. lat. Wiedzę na temat neandertalczyka opiera się głównie o relikty kultury materialnej.
Sprzed ok. 220 tys. lat pochodzi kilkadziesiąt narzędzi kamiennych i pozostałości ogniska odkryte w Raciborzu–Studziennej na Górnym Śląsku. Przypominają one wyroby odłupkowe ze stanowisk aszelskich. Podobne wyroby znaleziono w dzielnicy Krakowa Krowodrzy. Ze Śląska pochodzą też pięściaki kultury aszelskiej sprzed 200–180 tys. lat.
Na czas sprzed 190–140 tys. lat temu datuje się znaleziska odkryte w Piekarach pod Krakowem. Zachowane tam wyroby krzemienne są prawdopodobnie najstarszym przykładem rozwoju zaawansowanych technologii wiórowych w środkowym paleolicie. Przypominają one o  kilkadziesiąt tysięcy lat późniejsze wyroby człowieka współczesnego.
Z okresu 130–110 tys. lat temu pochodzą ślady obozowiska znalezione przy ul. Królowej Jadwigi w Krakowie, które zawierało palenisko uważane za piec do wędzenia mięsa, używany dla zakonserwowania zasobów żywności. Homo neanderthalensis posiadał poświadczone znaleziskami umiejętności zbiorowego polowania na duże ssaki europejskiego plejstocenu.
W późniejszych latach (110–70 tys. lat temu) występowały na ziemiach polskich, nieraz równolegle, grupy neandertalczyków różniące się tradycją kulturową. Jedni należeli do kompleksu mikockiego, typowego dla północnej i wschodniej Europy (charakteryzuje się on techniką mustierską, rdzeniową, opartą na odbijaniu gotowych odłupków od rdzenia dyskoidalnego), drudzy do kompleksu mustierskiego, dominującego w zachodniej Europie (charakteryzuje się występowaniem techniki lewaluaskiej, odłupkowej, opartej na rdzeniu przygotowanym do produkcji odłupków mogących podlegać dalszej obróbce, jak i techniki mustierskiej).
W przypadku kompleksu mustierskiego stanowiska otwarte zawierają zwykle niewielkie pracownie, gdzie formowano rdzenie oraz produkowano odłupki i ostrza lewaluaskie; stanowiska jaskiniowe były niewielkimi schroniskami łowieckimi.
Kompleks mikocki był wewnętrznie zróżnicowany. Wiąże się z nim zasiedlenie tzw. obozowisk podstawowych z dużą liczbą silnie wyzyskanych narzędzi kamiennych (np. obozowisko w Jaskini Ciemnej w Ojcowie). W Zwoleniu koło Radomia odkryto miejsce zabijania (w okolicy wodopoju) i ćwiartowania zwierząt, datowane na 85–70 tys. lat temu. W Krakowie znaleziono nóż bifacjalny wykonany z krzemienia pochodzącego z Wyżyny Wołyńskiej, co świadczy o kilkusetkilometrowych nawet wędrówkach neandertalczyków.
W jaskini Raj koło Kielc odkryto w warstwach datowanych na 70–60 tys. lat temu zespoły narzędzi kamiennych podobnych do zespołów znanych z basenu środkowego Dunaju, zwłaszcza Węgier. Znaleziono tam też prawie 300 poroży reniferów, tworzących rodzaj zasieków broniących wejścia do jaskini i barwniki służące prawdopodobnie do malowania ciała.
Kres osadnictwa neandertalskiego paleolitu środkowego na ziemiach polskich nastąpił w czasie pierwszego maksimum ostatniego zlodowacenia, czyli ok. 70–58 tys. lat temu.

### Paleolit górny
W okresie ostatniego zlodowacenia lądolód przekroczył Bałtyk i dotarł do basenu dolnej Wisły, przez co na polskich ziemiach nie można śledzić rozwoju osadnictwa w okresie od 70/60 tys. do ok. 40 tys. lat temu, kiedy nastąpiło ponowne zasiedlenie.
Początkowo (40–35 tys. lat temu) pojawiały się grupy kontynuujące lokalne tradycje kompleksów mustierskiego i mikockiego, stąd zaliczane są do tzw. kompleksów przejściowych. Specyficzne dla tych grup, kontynuujących tradycje kompleksu mustierskiego, są ostrze liściowate jednostronnie obrobione – takie odkryto w Dzierżysławiu koło Głubczyc. Na tym samym stanowisku, tyle że z okresu późniejszego (ok. 36 tys. lat temu), odkryto wyroby kamienne należące do kontynuatorów tradycji kompleksu mikockiego; charakteryzowały je technologia mustierska, występowanie narzędzi ze środkowego i górnego paleolitu wraz z ostrzami liściowatymi dwustronnie retuszowanymi; narzędzia te nawiązują do kultury szeleckiej. Typowe dla tej ostatniej kultury znaleziska odnaleziono m.in. w Krakowie–Zwierzyńcu, a pojedyncze ostrza liściowate m.in. w Jaskini Mamutowej w Wierzchowie, Jaskini Łokietka w Ojcowie i jaskini Obłazowej koło Nowego Targu.
Przypuszcza się, że kompleksy przejściowe mogły być dziełem ostatnich neandertalczyków, stykających się z grupami Homo sapiens sapiens.
W okresie 35–30 tys. lat temu występowały na ziemiach polskich też grupy oryniackie, cechujące się intensywną obróbką kości i rogu. Kamienne zabytki oryniackie znane są m.in. ze stanowisk w Krakowie i Górze Puławskiej.
W okresie między 28 a 24 tys. lat temu dzisiejsze ziemie południowej Polski były penetrowane przez grupy graweckie, szukające głównie krzemienia kredowego z moren górnośląskich. Z okresu sprzed 23–21 tys. lat zachowały się kompleksy obozowisk odkryte przy ul. Spadzistej w Krakowie. W okresie między 20 a 18 tys. lat temu (czas maksymalnego nasunięcia lądolodu w okresie II pleniglacjału) ziemie polskie były praktycznie niezamieszkane.
W okresie między 18 a 12 tys. lat temu ziemie polskie były sporadycznie penetrowane przez przedstawicieli kultury magdaleńskiej i epigraweckiej (kontynuującej tradycje graweckie). Z tą pierwszą kulturą związane są znaleziska z Jaskini Maszyckiej koło Krakowa (odkryto tam m.in. groty oszczepów, specjalne oprawy narzędzi kamiennych zwane navettes, specyficzne przedmioty ceremonialne z zakończeniami fallicznymi), datowane na czas 15 tys. lat temu, oraz pracownie odkryte w Brzoskwini koło Krakowa, datowane na czas 12 tys. lat temu. Z kolei z kulturą epigrawecką związane są znaleziska m.in. w Jaskini Zawalonej w Mnikowie. Ślady osadnictwa hamburskiego zachowały się głównie na Dolnym Śląsku (Olbrachcice i Siedlnica) i Wielkopolsce (Liny). Wśród odkrytych obozowisk z tego czasu warto wymienić te w Całowaniu i Witowie.
11–10 tys. lat temu nastąpiły kolejne zmiany klimatu na ziemiach polskich – zmniejszyła się ilość lasów, pojawiły się zbiorowiska tundrowe na północnym wschodzie i obszary stepowe w części środkowej. Wtedy pojawili się myśliwi, specjalizujący się w polowaniu na renifery, których kultura materialna i organizacja społeczna nawiązywała do kultury hamburskiej i kultury Bromme–Lyngby (ostrza trzoneczkowate).
W tym czasie występowały także na ziemiach polskich kultura perstuńska i kultura świderska (większe obozowiska z kilkoma obiektami mieszkalnymi; jednorodzinne zagłębione w ziemię obiekty np. w Grzybowej Górze).
Ślady osadnictwa z okresu paleolitu górnego znaleziono również w Prudniku i okolicznych wsiach, między innymi w Nowym Browińcu i Prężynce. 

## Mezolit
W tym czasie gospodarka była oparta wyłącznie na polowaniach, łowieniu ryb oraz zbieractwie roślin, małży i ślimaków. Ówczesne strategie gospodarcze miały charakter oportunistyczny (polegający na polowaniach na różne zwierzęta, przy stosowaniu indywidualnych, traperskich technik łowieckich). Zmniejszyły się rozmiary wyrobów kamiennych (np. małe ostrza strzał o kształtach geometrycznych).
Przypuszcza się, że łowców świderskich zastąpiły grupy myśliwych i rybaków, posuwających się z obszarów leśnych zachodniej części Niżu Środkowoeuropejskiego.
Grupy z wczesnego mezolitu osiadłe na ziemiach polskich zalicza się do kultury komornickiej, wykazującej podobieństwa do kultury Duvensee i kultury Star Carr. Do stanowisk z tego okresu należą m.in. Smolno Wielkie i Pobiel.
Później podstawowe znaczenie zdobyła kultura chojnicko–pieńkowska, której charakterystyka jest wysoce niekompletna. Znana jest wyłącznie z wyrobów kamiennych (np. z licznych drobnych zbrojników, wśród których pojawiają się trapezy – groty strzał o szerokim ostrzu).
W późnym mezolicie na ziemiach polskich pojawiła się kultura janisławicka, charakteryzująca się rozwojem technologii wiórowej opartej na regularniejszych i większych wiórach (produkowano m.in. drapacze, trapezy), a także staraniem o dostęp do surowców dobrej jakości, jak krzemień czekoladowy. Początkowo sądzono, że kultura ta mogła już zajmować się hodowlą zwierząt – miały tego dowodzić odkrycia w miejscowości Dębe na Kujawach datowane na ok. 5800 p.n.e.; później okazało się, że szczątki kostne są zbyt fragmentaryczne, aby udowodnić hodowlany charakter zwierząt, a dodatkowo mogły pochodzić dopiero z ok. 5200 p.n.e.
Na ziemiach północno–wschodnich dzisiejszej Polski w mezolicie przetrwały grupy łowców renifera kultury świderskiej; a później tereny te były miejscem zamieszkania przedstawicieli kultury kundajskiej, zachowującej wiele elementów z czasów późnego paleolitu. Grupy te znały techniki produkcji regularnych wiórów, z których wykonywano grociki trzoneczkowate (a nie ostrza strzał o kształcie geometrycznym).

## Neolit

### Kultura ceramiki wstęgowej rytej
Kultura ceramiki wstęgowej rytej, zwana też zachodnią kulturą ceramiki linearnej, charakteryzowały się zmianami technologii produkcji ceramiki i zdobienia naczyń ornamentami rytymi i plastycznymi, nowym stylem produkcji wyrobów kamiennych, budownictwem drewnianym o palisadowej konstrukcji ścian długich domów na planie prostokątnym, gospodarką rolną z areałem pól na obrzeżeniach niskich teras rzek oraz wzrostem udziału bydła w hodowli.
Zasięg tej kultury w pierwszej fazie ekspansji (ok. 5400–5300 p.n.e.) objął głównie tereny lessowe na Śląsku i w Małopolsce, później przesunął się na północ (teren Kujaw, ziemi chełmińskiej i Wielkopolski) i wschód (rejon Rzeszowa), wreszcie przekroczył San i Bug. Właśnie z tej kultury wywodzili się pierwsi rolnicy i hodowcy na ziemiach dzisiejszej Polski. Wśród zwierząt hodowlanych są owce i kozy, a także bydło i świnie. Zmniejszyła się rola łowiectwa i zbieractwa. Domy były długie, prostokątne o słupowej (palisadowej) konstrukcji ścian; w takim domu mieszkały pojedyncze rodziny poszerzone (tj. wielopokoleniowe, ok. 16–20 osób). Początkowo przeważały skupiska złożone z 2–3 domów, później ich liczba wzrastała. Najlepiej zbadany zespół osad wczesnoneolitycznych na ziemiach polskich znajduje się w Strachowie koło Wrocławia – wykazują 4 fazy rozwojowe:
1. powstają dwa gospodarstwa nisko usytuowane,
2. powstają dwa, ale nieco wyżej usytuowane,
3. powstają trzy, usytuowane najwyżej,
4. mieszkańcy powracają do miejsc zasiedlonych w pierwszej fazie.

Co do kultury materialnej, to obejmuje ona głównie ceramikę w wyroby kamienne; pojawiają się też wyroby z kości w rogu. Naczynia o formach głównie kulistych wypalano w ogniskach. Wątki ornamentacyjne w kulturze ceramiki wstęgowej rytej charakteryzowały się:
- w fazie początkowej – rzadko rozmieszczonymi liniami prostymi, falistymi w półkolistymi,
- w fazie środkowej – dołkami na poziomych w półkolistych liniach (ornament nutowy),
- w fazie późnej – poprzecinanymi poprzecznymi liniami, krótkimi nacięciami (styl żeliezowski).

Wyroby kamienne wykonywano techniką gładzenia w łupania. Narzędzia gładzone produkowano ze skał osadowych, magmowych i metamorficznych. W późniejszych fazach ludność eksploatowała złoża krzemieni m.in. na Wyżynie Krakowsko–Częstochowskiej. Dowodów na bogatą obróbkę krzemienia dostarczyły odkrycia w Olszanicy.
Na wielu stanowiskach wczesnego neolitu wstęgowego pojawia się obsydian, występujący na Wyżynie Tokajsko–Preszowskiej – dowodzi to kontaktów ludności zamieszkującej po obu stronach Karpat. Wyroby kamienne, które były produkowane techniką łupania, służyły przede wszystkim jako skrobacze do skór, strugacze i noże do obróbki drewna i kości, zbrojniki sierpów.
O kulturze duchowej ówczesnych mieszkańców ziem polskich nie wiadomo zbyt wiele – rzadko występowały figurki kobiece o mocno podkreślonych cechach płciowych.
Rozwój kultury ceramiki wstęgowej rytej na ziemiach polskich przypadał na lata 5000–4700 p.n.e.

### Kultura ceramiki wstęgowej kłutej
Około 4700–4600 p.n.e. na ziemiach polskich z jednej strony miała miejsce kontynuacja niektórych elementów bałkańsko–dunajskiego modelu wczesnoneolitycznego, z drugiej pojawiały się nowe formy gospodarki, eksploatacji terenu w organizacji społecznej.
Na terenie Dolnego Śląska można było zaobserwować nowy styl ornamentacji naczyń – zamiast linii rytych pojawiły się linie utworzone z drobnych nakłuć wykonywanych grzebieniem lub radełkiem. Z pojawieniem się nowego stylu zanikły więzi łączące wcześniej tereny Dolnego Śląska w Małopolski (przejawiały się głównie znacznym napływem krzemieni zachodniomałopolskich na Śląsk).
Pojawia się nowy plan budynków – rozmieszczanie ich na planie trapezu.

### Kompleks lendzielsko–polgarski
Około 4600 p.n.e. na terenie Małopolski pojawiły się jednostki kompleksu lendzielsko–polgarskiego, wywodzącego się z wczesnego neolitu wstęgowego. Na ziemiach polskich występuje kontrast między wczesnym neolitem wstęgowym a najstarszymi jednostkami wspomnianego kompleksu (jeżeli nawet są stanowiska, na których obserwuje się następstwa obu jednostek, to przedzielone są trwającym 200–300 lat hiatusem).
Istnieje pogląd, że uformowanie tych jednostek wiązało się z napływem ludzi z Kotliny Karpackiej – potwierdzać to mają powiązania form naczyń i stylu zdobienia ceramiki ze stanowisk w Samborcu w Opatowie koło Sandomierza (m.in. pucharków na nóżce w czarek zdobionych czarnym, malowanym ornamentem) z ceramiką z grupy Aszód na Węgrzech.
Później jednak malowana ceramika zanikła, a grupy związane z ceramiką lendzielską (grupa pleszowska, grupa modlnicka, grupa ocicka) związane są z terenem zachodniej Słowacji.
Rondele kultury lendzielskiej są przykładem obiektów, w których wokół pustej przestrzeni otoczonej kolistym rowem i palisadą grupowały się rzędy domów; znane są rowy otaczające obszar o powierzchni nawet do 6 hektarów (m.in. w Zarzycy).
W Krakowie–Mogile odkryto magazyn zboża, zawierający ziarna dwóch gatunków pszenicy oraz ziarna jęczmienia.
Między jednostkami kultur lendzielskiej i malickiej trwał intensywny przepływ surowców kamiennych; ważną rolę odgrywała eksploatacja krzemienia jurajskiego. Krzemień wydobywano w kilku kopalniach odkrywkowych złożonych z wielu jam eksploatacyjnych (m.in. w Sąspowie, Bęble i Jerzmanowicach). Eksploatowano też słone źródło w rejonie Wieliczki.
W związku z bogactwem ludności grupy lendzielskiej pojawiała się większa liczba przedmiotów ceremonialnych (koncentrację tego typu przedmiotów odkryto w Krakowie–Pleszowie w jednej z jam–półziemianek).
Współczesna kulturze lendziackiej była kultura malicka, która rozwijała się na Wyżynie Krakowskiej, Wyżynie Miechowskiej i Wyżynie Sandomierskiej; trwała długo, bo aż do ok. 3800 p.n.e.

### Eneolit

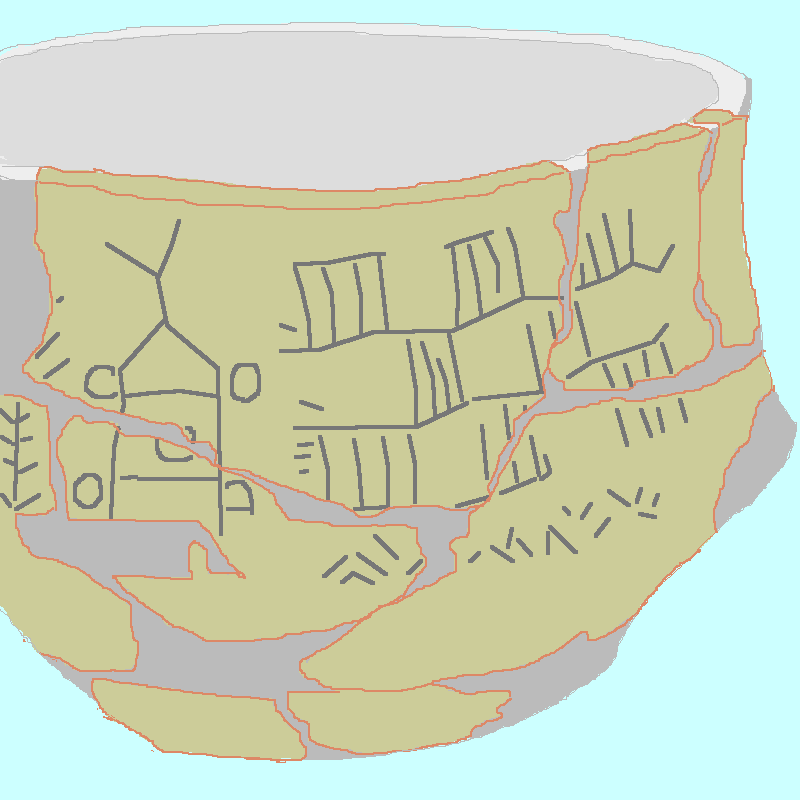
Rycina przedstawiająca wazę z Bronocic z najstarszym znanym wyobrażeniem pojazdu kołowego na świecie (ok. 3635–3370 p.n.e.)

Początek eneolitu na ziemiach polskich datowany jest na 4100–3800 p.n.e. Przemiany gospodarczo–społeczne tego okresu związane były z początkami eksploatacji miedzi i występowaniem pierwszych wyrobów miedzianych. Między 4100/3900 a 3200/3000 p.n.e. doszło do ostatecznego zakończenia procesu neolityzacji. Gospodarka rolniczo–hodowlana zajęła cały obszar dzisiejszej Polski.
Pojawiła się nowa kultura – pucharów lejkowatych. Przez cały wczesny eneolit występowała równolegle z grupami, wywodzącymi się z grup lendzkielskich i malickich oraz kontynuującymi tradycje neolitu naddunajskiego. To, jak doszło do uformowania nowej kultury, jest przedmiotem licznych hipotez. Grupy kulturowe wchodzące w skład tej jednostki archeologicznej charakteryzują się stylem ceramiki; w innych dziedzinach kultury materialnej pozostają silnie zróżnicowane.
Do transportu zaczęto używać zwierząt pociągowych i wozów czterokołowych; potwierdzają to m.in. rysunki na naczyniach odnalezionych w Bronocicach.
Wzrastała liczba osad, wśród których nastąpiła wyraźna hierarchizacja. Istniała już organizacja administracyjna i ośrodki władzy politycznej. Pojawiły się budowle megalityczne zwane kujawskimi (miały kształt trapezu lub trójkąta i były wzniesione przy użyciu wielkich głazów lub kamiennych obstaw nasypów ziemnych). Krzemień był szczególnie poszukiwany; wydobywano go metodą górniczą. Jedna z największych kopalni w tym czasie znajdowała się w Krzemionkach.
Najstarsze puchary z kultury pucharów lejkowatych charakteryzowały się kulistym brzuśćcem i słabo wyodrębnioną szyjką (od ok. 4450 p.n.e., faza sarnowska). Później, w fazie klasycznej (3700–3300 p.n.e.), wyodrębniły się grupa wschodnia, południowo–wschodnia i śląsko–morawska; ta faza charakteryzowała się silniejszym profilowaniem naczyń i dominacją ornamentyki odciskanego stempelka. W fazie późnej (3300–3100 p.n.e.) profile naczyń stały się łagodniejsze i bardziej płynne, zaś ornamentyka została wzbogacona m.in. odciskami sznura.
Poszczególne grupy kultury pucharów lejkowatych różniły się w dziedzinie kultury duchowej. Na terenie Pomorza, Kujaw i Małopolski występowały megalityczne grobowce kujawskie; pojawiały się groby szkieletowe, na Pomorzu (okolice Dolic oraz Krępcewa) i obszarze śląsko–morawskim częściej występowały groby ciałopalne, z kolei na Lubelszczyźnie – groby w jamach ziemnych bez konstrukcji kamiennych (megaksylony np. w Słonowicach) albo z różnego rodzaju pokrywami kamiennymi.
Później nastąpiło przejście do typowej gospodarki pasterskiej – co doprowadziło do przekształcenia się wczesnoeneolitycznych grup w kulturę amfor kulistych.
Inaczej przedstawiał się we wczesnym eneolicie rozwój strefy nadbałtyckiej; tam od 5200 do 4300 p.n.e. dominowała kultura ertebølle; do niej zalicza się stanowisko w Dąbkach koło Darłowa. W pewnych częściach Pomorza aż do 3700/3600 p.n.e. mogły utrzymywać się grupy o tradycjach mezolitycznych. Gospodarka tam miała wciąż charakter łowiecko–rybacki.
Istniały pewne strefy, gdzie ludność kultury pucharków lejkowatych podlegała wpływom kompleksu badeńskiego, będącego pośrednim między helladzką epoką brązu a późnoeneolitycznymi kulturami południowej Polski. Z tymi kontaktami wiąże się upowszechnienie ciałopalnego obrządku grzebalnego. W stylistyce form ceramicznych wpływy badeńskie oznaczały przejęcie form ceramicznych zdobionych ornamentem kanelowanym, często rozchodzącym się promieniście od dna naczynia.
Około 3200–3100 p.n.e. na ziemiach polskich nastąpiło przejście od osiadłych społeczności rolniczo–hodowlanych do mobilnych społeczności pasterskich; później jednak nastąpiło mieszanie grup pasterskich i rolniczych.
Był to czas kultury amfor kulistych, dzielącej się na grupy środkowopolską, zachodnią i wschodnią; pierwsza i ostatnia kontynuowały tradycję budowy konstrukcji megalitycznych; dla drugiej typowe były groby jamowe. Gospodarka była oparta na hodowli bydła i trzody chlewnej.
Co do kultury ceramik sznurowej, to znaleziska na ziemiach polskich związane z jej najstarszym horyzontem są dość rzadkie (np. grób w Kolosach). Później powstał horyzont środkowoeuropejski ceramiki sznurowej – w grobowcach z tego okresu znajdowano urozmaicone formy amfor i pucharków o zróżnicowanych ornamentach, nowe typy toporów, wiórowe narzędzia kamienne.
Grupą lokalną związaną z ceramiką sznurkową była kultura złocka, znana z około 30 stanowisk na Wyżynie Sandomierskiej. Występują w niej klasyczne wczesne topory, amfory i puchary sznurowe, amfory zdobione ornamentami stempelkowymi (typowe dla kultury amfor kulistych), siekiery i ozdoby bursztynowe; typowe dla tej jednostki są misy zdobione falistym odciskiem sznura i groby niszowe z komorą wygrzebaną w ścianie jamy grobowej.
W wyniku kontaktów ludności horyzontu środkowoeuropejskiego ceramiki sznurowej z kulturą amfor kulistych, badeńską i kulturami północno–wschodnioeuropejskimi ze strefy leśnej powstały:
- grupa krakowsko–sandomierska – cechy: występowanie grobów kurhanowych i płaskich, jamowych i niszowych; w gospodarce główna rola hodowli;
- grupa lubaczowska – zachowała najwięcej cech horyzontu środkowoeuropejskiego,
- grupa śląska – cechy: wspólne elementy z ludnością Moraw i dorzecza Łaby; do niej należały główne ośrodki wydobycia serpentynitów,
- grupa nadodrzańska – cechy: do niej należały ośrodki produkcji narzędzi krzemiennych na Rugii.

Efektem krzyżowania się wpływów kultury ceramiki sznurowej i kultur strefy leśnej północno–wschodniej Europy była kultura rzucewska – znana jest głównie z osad. Stabilizacja jej osadnictwa była związana z eksploatacją złóż bursztynu i produkowaniem z niego ozdób w wyspecjalizowanych pracowniach.
W młodszym eneolicie tereny Pojezierza Mazurskiego, Mazowsza i Podlasia pozostały poza orbitą wpływów neolitu naddunajskiego, a oddziaływanie kultury pucharów lejkowatych było znikome. Na terenach m.in. północno–wschodniej Polski pod wpływem kultur kręgu mezolitycznego i postświderskich powstała kultura niemeńska. Ceramika tej kultury była słabo wypalana, z technicznego punktu widzenia prymitywna, wyrabiana z gliny zawierającej liczne domieszki organiczne. Starszą fazę tej kultury reprezentują stanowiska w Augustowie i we wsi Woźnawieś, młodszą – w Lininie koło Warszawy.
W północno–wschodniej części Polski występowała kultura Narva. Pojedyncze groby związane z nią odkryto w Prutach i Brajnikach koło Olsztyna. Odnotować można dotarcie na południe Polski wpływów kultury pucharów dzwonowatych.

## Epoka brązu

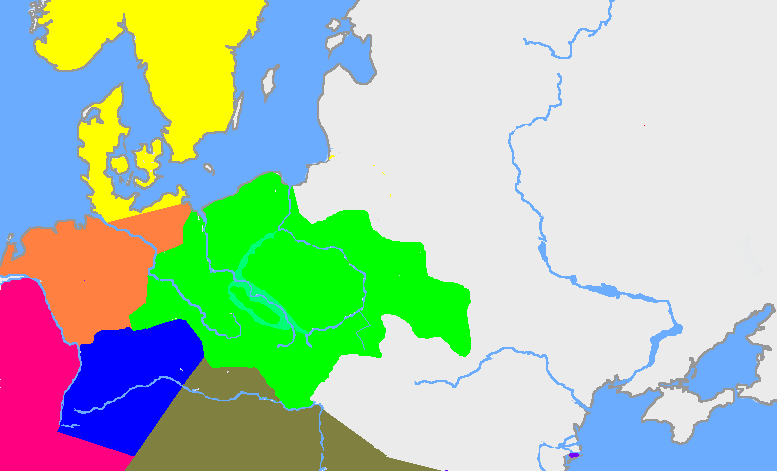
Maksymalny zasięg kultury łużyckiej, zaznaczony kolorem zielonym

Przejście na osiadły tryb życia na ziemiach polskich dokonało się ok. 4 tys. lat p.n.e. Towarzyszyło mu zaprowadzenie rolnictwa i hodowli zwierzęcej. Liczne ślady tych pierwszych kultur rolniczych znaleziono na urodzajnych ziemiach Małopolski, Dolnego Śląska, Wielkopolski i Kujaw. W epoce brązu rozwinęły się kolejno: kultura unietycka (2300–1600 p.n.e.), kultura trzciniecka (1900–1000 p.n.e.), kultura przedłużycka (1550–1200 p.n.e.) i kultura łużycka (1350–400 p.n.e.). Kultury te charakteryzowało zastosowanie brązu do wyrobu narzędzi, broni i ozdób oraz pojawienie się pierwszych osad obronnych.

## Epoka żelaza

### Okres halsztacki

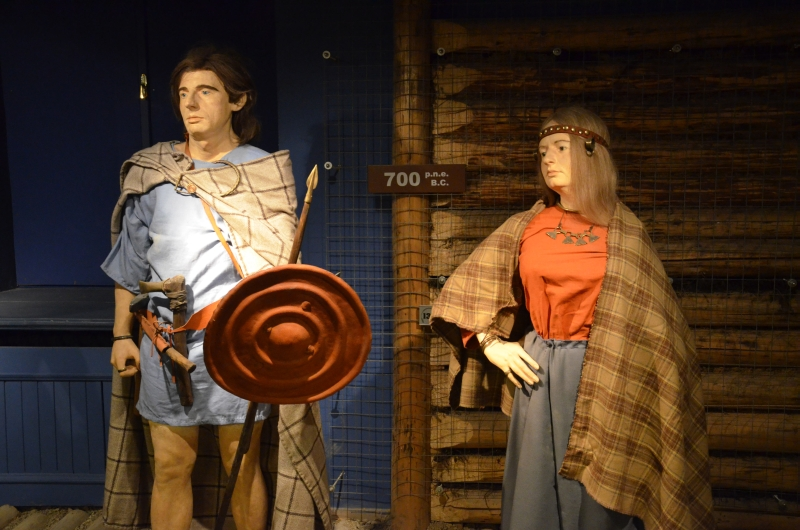
Rekonstrukcja strojów kultury pomorskiej z ok. 700 roku p.n.e.

Wczesna epoka żelaza (okres halsztacki) dzieli się na stadia „Hallstatt C” i  „Hallstatt D” (800–450 p.n.e.). Proces rozpowszechniania żelaza był powolny. W tym czasie, począwszy od VIII wieku p.n.e. rozpoczęła się wielka kolonizacja grecka, z którą związane jest pojawienie się pierwszych informacji w źródłach pisanych na temat terenów europejskich położonych z dala od brzegów Morza Śródziemnego (m.in. Periplos Massalski; dzieło Hekatajosa z Miletu Obejście Ziemi; opis Scytii w Dziejach Herodota).
Wytworzyła się nowa jednostka – kultura halsztacka, którą dzieli się na prowincje zachodniohalsztacką (wschodnia Francja, dorzecze górnego i środkowego Renu i górnego Dunaju), wschodniohalsztacką (obszary nad środkowym Dunajem) i południowohalsztacką (dorzecza Drawy i Sawy). We wczesnej epoce żelaza nastąpił znaczny rozwój garncarstwa i obróbki metalu (brązu i żelaza). Wpływy prowincji wschodniohalsztackiej doprowadziły do przemian poszczególnych grup ludności kultury łużyckiej, zamieszkującej obszar dzisiejszej Polski. Zauważalny jest on w formach naczyń, sposobach dekorowania powierzchni technikami grafitowania i wyświecania; w grupie śląskiej wykształcił się lokalny styl polegający na malowaniu naczyń. W okresie halsztackim na ziemiach polskich nie rozwinęła się produkcja żelaza.
Na początku tego okresu w wyniku najazdów Scytów załamał się rozwój grupy śląskiej. Szlak najazdów scytyjskich pod koniec VI i w pierwszej połowie V w. p.n.e. wyznacza się w oparciu o spalone grody, w których pozostałościach znajduje się charakterystyczne dla tego ludu trójgraniaste grociki strzał. Zabytki scytyjskie odnalezione m.in. w Witaszkowie i Kamieńcu.
Po załamaniu się rozwoju grupy śląskiej, na czoło wysunęła się wschodniowielkopolska grupa kultury łużyckiej. Charakterystyczna dla niej jest ceramika, zdobiona za pomocą inkrustacji wykonanej białą masą. Obok wcześniej już znanych motywów geometrycznych na naczyniach pojawiły się motywy antropomorficzne i zoomorficzne. Na obszarze tej grupy powstała najbardziej znana budowla obronna kultury łużyckiej – osada w Biskupinie, wzniesiona według najnowszych badań dendrochronologicznych w latach trzydziestych VIII w. p.n.e.
Pod koniec okresu „Hallstatt C” klimat stał się wilgotniejszy i chłodniejszy; w nowych warunkach skuteczny okazał się model gospodarczo–społeczny związany z kulturą pomorską. Kultura pomorska bywa też nazywana kulturą grobów skrzynkowych lub kulturą urn twarzowych. Ludność tej kultury zamieszkiwała otwarte osady z domami o konstrukcji słupowej. Pod koniec okresu halsztackiego obejmowała – oprócz samego Pomorza – Wielkopolskę, Dolny Śląsk, Kujawy, ziemię chełmińską i część Mazowsza. Z kultury pomorskiej wyróżnia się grupę zwaną kulturą grobów kloszowych (nazwa dotyczy zwyczaju nakrywania popielnic dużym naczyniem).
Północno–wschodnia Polska we wczesnej epoce żelaza była zajęta przez kulturę kurhanów zachodnio-bałtyjskich, która wykształciła się w okresie „Hallstatt D”. Jej cechą charakterystyczną było zakładanie niewielkich osad obronnych na jeziorach lub na sztucznych wyspach utworzonych z zatopionych pni.

### Okres przedrzymski (lateński)
Mniej więcej w IV wieku p.n.e. nastąpił stopniowy upadek kultury łużyckiej. Na terytoriach przybałtyckich i w dorzeczach Warty i Wisły zastąpiła ją kultura pomorska, a na obszarach obecnego Śląska i Małopolski kultura lateńska, zapoczątkowana przez Celtów, przybyłych w IV w. p.n.e. z zachodniej Europy.
Celtowie (zwani też Galami i Galatami) pojawili się w źródłach pisanych w VI wieku p.n.e. Był to lud bardzo nastawiony na ekspansję – w 390 p.n.e. zdobyli Rzym, ale po przegranej bitwie pod Telamonem w 225 p.n.e. ich działania w Italii straciły impet. Około 190 p.n.e. Rzym zajął Galię Przedalpejską, a w 133 p.n.e. oppidum w Numancji – ważny ośrodek Celtyiberów. Na Bałkanach wielkie najazdy celtyckie miały miejsce w latach 279–277, a w 270 p.n.e. część Celtów została osadzona w Anatolii przez Antiocha I Sotera.
Na ziemiach polskich Celtowie pojawili się na początku IV w. p.n.e. Ślady ich obecności odnaleziono na Dolnym Śląsku – jednak dotychczas przebadano tylko na niewielką skalę osiedla w Radłowicach koło Oławy i w Kurzątkowicach. Ze sztuką celtycką łączy się kamienne figury odkryte w okolicy góry Ślęży. Na Górnym Śląsku odkryto m.in. dużą liczbę grobów lateńskich na wielkim cmentarzysku kultury łużyckiej w Kietrzu. W zachodniej Małopolsce osadnictwo celtyckie zawierało też w sobie kilka elementów typowych dla kultury przeworskiej – stąd powstało określenie „celto–przeworska grupa kulturowa” obecnie zwana „grupą tyniecką”. W tej ostatniej wyróżnia się trzy fazy rozwoju: w pierwszej występowała wyłącznie ceramika typowa dla kultury lateńskiej, w drugiej pojawiają się ręcznie lepione naczynia o formach i technologii charakterystycznych dla wczesnej ceramiki kultury przeworskiej, obok której występuje celtycka ceramika robiona na kole; w trzeciej pojawiła się wysokogatunkowa, cienkościenna ceramika robiona na kole i malowana. Odkryty w Gorzowie koło Oświęcimia skarb dowodzi kontaktów z Bojami, którzy zasiedlali wówczas ziemie czeskie. W Kryspinowie pod Krakowem odkryto złotą monetę o miseczkowatym kształcie (stater muszlowy) – te i kilka innych znalezisk świadczą o istnieniu lokalnego mennictwa w obrębie grupy tynieckiej.
Na temat osadnictwa celtyckiego w dorzeczu Sanu nie zachowało się wiele informacji – na podstawie odkryć w Pakoszówce i Sanoku–Białej Górze datuje się je na III–II w. p.n.e.
W Kotlinie Sądeckiej i Kotlinie Żywieckiej w okresie lateńskim rozwinęła się kultura puchowska, której głównym nosicielem była ludność utożsamiana z celtyckim plemieniem Kotynów.
Na przełomie III i II w. p.n.e. w miejsce kultury pomorskiej i jej wschodniego odłamu (kultury grobów kloszowych) powstały kultury przeworska i oksywska. Oprócz tego na ziemiach polskich występowały: kultura kurhanów zachodniobałtyjskich (północno–wschodnia Polska) i dwie grupy kultury jastorfskiej: nadodrzańska (Pomorze Zachodnie) i gubińska (część Dolnego Śląska i Łużyce). W okresie późnolateńskim (II i I w. p.n.e.) doszło do istotnych przemian kulturowych. Poprzedzenie wspomnianych wyżej kultur poprzedziły ruchy migracyjne.
Kultura przeworska rozwijała się od III/II w. p.n.e. do pierwszej połowy V w. n.e. Osady tego kręgu były położone niżej niż osiedla pomorsko–kloszowe. Zajmowała tereny Dolnego Śląska, północno–zachodniej części Górnego Śląska, Wielkopolski, Kujaw, części Mazowsza, Podlasia i Małopolski. Główne źródła wiedzy na temat kultury przeworskiej mają charakter sepulkralny, gdyż zmarłych wyposażono w wiele przedmiotów. Stosowano głównie obrządek ciałopalny; początkowo przeważały groby jamowe, później popielnicowe. W grobach męskich odnajduje się broń, ostrogi, nożyce, brzytwy, osełki, narzędzia kowalskie i dwuczęściowe klamerki do pasa; w kobiecych zapinki, klamry, przęśliki i noże sierpikowate. Niektóre z przedmiotów były importowane (np. w Wesółkach koło Kalisza rzymski miecz, a w Siemiechowie hełm typu wschodnioalpejskiego). Naczynia używane przez ludność kultury przeworskiej dzieli się na dwie grupy – starannie wykonane cienkościenne (ceramika stołowa, grobowa) oraz grubościenne o prostszych formach (ceramika kuchenna).
Spokrewniona z kulturą przeworską była kultura oksywska, wytworzona na gruncie kultury pomorskiej. Jej ludność stosowała ciałopalny obrządek pogrzebowy (przeważały groby jamowe). Co do przedmiotów, to bardzo różnorodne były formy klamer do pasów; używali też faliście powycinanych i ornamentowych grotów włóczni.
Na terenie Pomorza Zachodniego rozwijała się grupa nadodrzańska, będąca lokalną grupą kultury Jastorf. Wyodrębniła się ona w wyniku procesu latynizacji – m.in. zaczęły występować groby jamowe, pojawiły się wykonane z brązu szpile ze skrzydełkami. Co do zwyczajów pogrzebowych, to stosowano tylko ciałopalenie; w młodszym okresie przedrzymskim najliczniejsze były groby popielnicowe. W grobie w Brzeźniku odkryto części czterokołowego wozu.
Grupa gubińska kultury Jastorf wykształciła się przypuszczalnie w tym samym czasie co grupa nadodrzańska. Najczęściej spotykano na terenie tej grupy groby popielnicowe, nakrywane misą.
Ludność kultury kręgu jastorfskiego składała ofiary bogom, zatapiając dary w jeziorach lub bagnach.
Na terenie Małopolski odnaleziono enklawy osadnicze kultury puchowskiej. Jej charakterystyczną cechą jest występowanie umocnionych osad, otoczonych fortyfikacjami o konstrukcji ziemno–drewniano–kamiennej. W skład tej kultury wchodziło m.in. celtyckie plemię Kotynów.

### Okres rzymski
W I wieku n.e. nastąpiła inwazja plemion germańskich Wandalów, Burgundów i innych, przybyłych z północy Europy (Jutlandia, Meklemburgia, Rugia, Bornholm). Ci pierwsi weszli następnie w skład związku plemiennego Lugiów, pozostających pod silnym wpływem celtyckim. Okres dominacji Wandalów w południowej i środkowej Polsce trwał do ok. IV wieku i związany jest z archeologiczną kulturą przeworską. W międzyczasie ze Skandynawii (Västergötland, Östergötland, Gotlandia) przybyli w I w. n.e. germańscy Goci i Gepidzi, którzy osiedlili się na Pomorzu Gdańskim, gdzie pozostawali około 150 lat. Stworzyli oni archeologiczną kulturę wielbarską. Goci rozszerzyli swe siedziby na Kujawy, Wielkopolskę i Mazowsze, a następnie rozpoczęli wędrówkę wzdłuż Wisły i Bugu na południowy wschód w kierunku Morza Czarnego, docierając na Krym. Gepidzi później ruszyli na południe, zajęli tereny nad Cisą, po czym opanowali Kotlinę Panońską i Transylwanię. Cała Europa Środkowa znajdowała się wówczas ponadto pod znacznymi wpływami kulturowymi i cywilizacyjnymi wielkiego śródziemnomorskiego cesarstwa rzymskiego.

### Okres wędrówek ludów do związków plemiennych

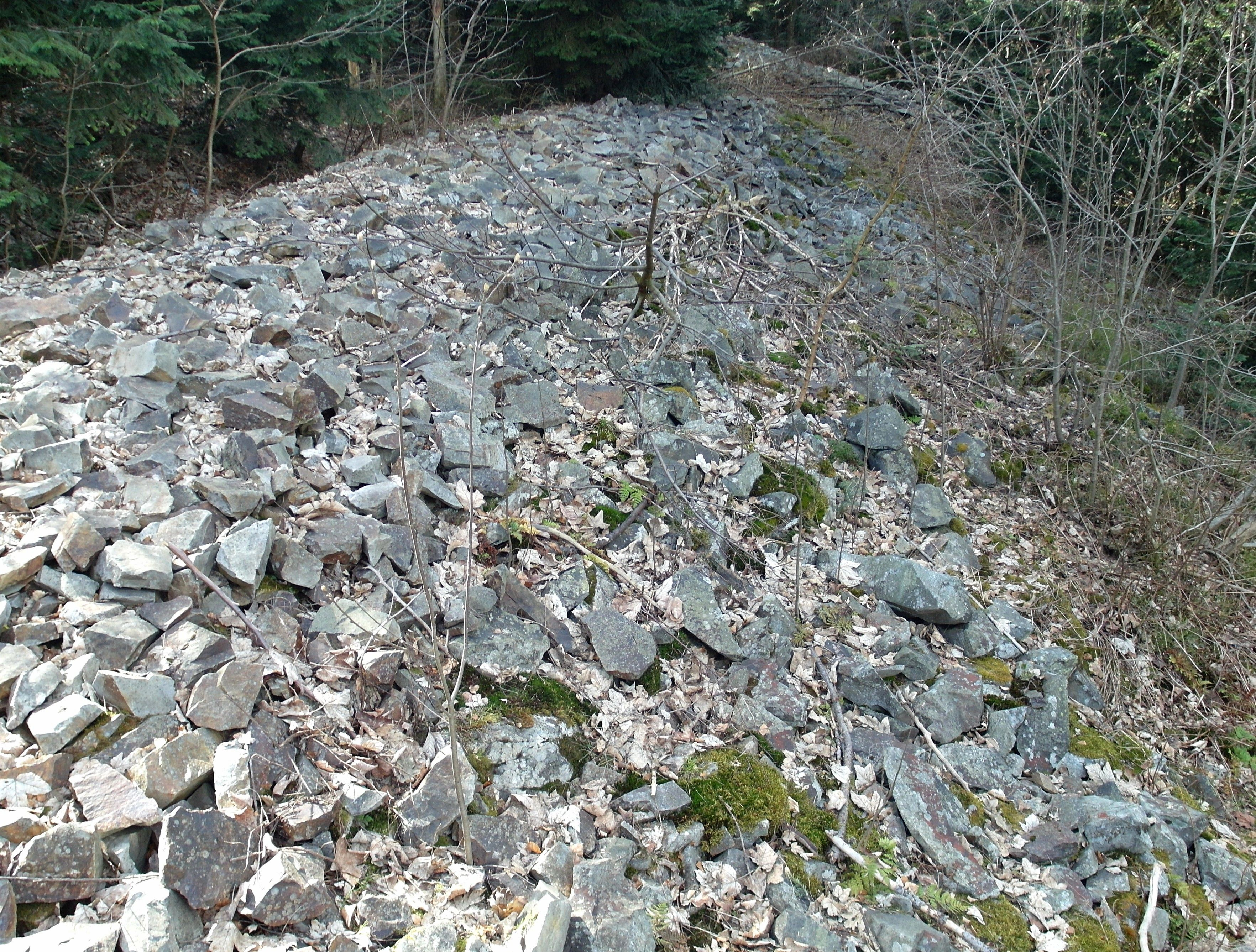
Pogański wał kultowy z VIII–IX wieku p.n.e. na Łysej Górze

Na przełomie IV/V wieku n.e. w Europie miała miejsce wielka wędrówka ludów, zapoczątkowana inwazją Hunów w 375 r. Germańskie ludy, zamieszkujące (według teorii allochtonicznej) tereny dzisiejszej Ukrainy, Słowacji, Moraw, Czech i Polski, w tym Goci, Swebowie, Wandalowie i Burgundowie, wraz z sarmackimi Alanami, zaczęły przemieszczać się na południe i zachód, do Italii, Galii, Hiszpanii, a nawet północnej Afryki. W ich miejsce przywędrowali wraz z Hunami, podporządkowani im zeslawizowani Sarmaci i Słowianie, zamieszkujący wcześniej dorzecza Dniepru. Słowianie nieśli ze sobą niższy stopień cywilizacji i kultury materialnej, lecz byli prężniejsi demograficznie. Już w V w. n.e. ludy słowiańskie zasiedliły terytorium dawnego państwa Gotów nad Morzem Czarnym, a następnie rozpoczęły migrację na południe nad Dunaj, gdzie po klęsce Hunów w połowie V wieku wytworzyła się pustka osadnicza na północnym brzegu rzeki. Po przybyciu Awarów do Europy środkowej, w drugiej połowie VI w. Słowianie naddunajscy dostali się pod władanie Awarów. Również terytoria przykarpackie uzależnione były od państwa Awarów, które posługiwało się wojownikami słowiańskimi w swych łupieżczych wyprawach przeciwko Bizancjum. Spowodowało to zainteresowanie Słowian migracjami w kierunku północno–zachodnim, wolnym od jarzma awarskiego.
W połowie pierwszego tysiąclecia n.e. terytorium obecnej Polski było w znacznej mierze wyludnione (w teorii autochtonicznej jest to przypisywane np. tzw. gminoruchom), po opuszczeniu go przez plemiona germańskie, a przed przybyciem Słowian. W VI w. najprawdopodobniej osadnictwo słowiańskie przesuwa się poza linię górnej Wisły (gdzie zapewne już w V w. dotarli Sklawenowie – zachodni odłam wczesnych Słowian) na zachód i północ. Była to ludność głównie rolnicza, stosująca prymitywne wypaleniskowe metody uprawy. Po okresie wielkich wędrówek ludów, czyli od ok. VII w., następował powolny wzrost gospodarczy, wprowadzone zostały stałe uprawy rolne, przybywało osad, zwłaszcza wzdłuż spławnych rzek i rozwijał się handel, także dalekosiężny. Przy czym eksport obejmował skóry, futra, miód pszczeli, wosk, woły, a zapewne także niewolników. Zaś import obejmował głównie wyroby metalowe, ceramiczne i złotnicze oraz broń.
W okresie wczesnego średniowiecza do końca IX wieku organizacja ludów słowiańskich ograniczała się jedynie do wspólnot plemiennych i rodowych. Pojawiły się grody, jako siedziby zwierzchniej władzy, naczelników i książąt plemiennych. Skupiali oni obok siebie drużyny wojów, dla celów obronnych, bądź napastniczych i ściągali daniny od swych poddanych na budowę umocnień obronnych, zakup broni i utrzymanie grodów z ich dworami. Wśród licznych zorganizowanych we wspólnoty rodowe zachodnich plemion słowiańskich w IX–X wieku ówcześni kronikarze wyszczególniają na ziemiach polskich następujące plemiona: Dziadoszanie, Ślężanie, Opolanie, Golęszyce, Głubczyce, Chrobaci, Wiślanie, Lędzianie, Bużanie, Wołynianie, Dulebowie, Goplanie, Zeriuani, Wolinianie i Pyrzyczanie. Natomiast nazwy plemion: Polanie, Bobrzanie, Trzebowianie, Mazowszanie i Pomorzanie pojawiają się dopiero w XI wieku.